# Университет Гавра
Университет Гавра — французский университет, относится к академии Руана, расположен в городе Гавр. Основан в 1984 году.

## История
История университета начинается с открытия университетского технологического института в городе Гавр в 1967 году, который относится к университету Руана. В 1970 открывается факультет точных наук и техники, в 1972 департамент международных отношений. В 1984 году официально создан Университет Гавра на базе института и факультетов университета Руана, расположенных в Гавре. В 1994 году при университете Гавра открывается институт логистики и инженерная школа. В 1998 году — факультет филологии и гуманитарных наук.

## Структура
В состав университета входит 3 факультета и 2 института.
Факультеты:
- Факультет международных отношений.
- Факультет точных наук и технологий.
- Факультет филологии и гуманитарных наук.

Институты:
- Высший институт логистики.
- Университетский институт технологии